# Unknown Death 2002
| Оценки критиков      | Оценки критиков |
| Источник             | Оценка          |
| -------------------- | --------------- |
| Consequence of Sound | (C-)            |

Unknown Death 2002 (с англ. — «Неизвестная смерть 2002») — дебютный микстейп шведского рэпера Yung Lean. Он был выпущен 9 июля 2013 года лейблом Mishka NYC. Микстейп является первым полнометражным проектом Yung Lean, став прорывной работой, привлекшей большое внимание к персоне Yung Lean.

## Отзывы
Unknown Death 2002 получил смешанные отзывы. Пэт Леви из Consequence of Sound сказал: «Многие из этих песен служат не более чем для того, чтобы впасть в депрессию или получить удовольствие для поклонников Yung Lean. Конечным результатом его персоны Sad Boy стал дебютный микстейп, демонстрирующий многообещающих продюсеров, зарождающийся микрожанр и рэпера, запутавшегося в том, насколько хорошим он может быть».

## Список композиций
Слова и музыка всех песен — Yung Lean.
| №                   | Название                                       | Продюсер            | Длительность |
| ------------------- | ---------------------------------------------- | ------------------- | ------------ |
| 1.                  | «Welcome 2 Unknown Death»                      | Yung Sherman        | 1:52         |
| 2.                  | «Nitevision» (при участии Bladee)              | Yung Gud            | 3:44         |
| 3.                  | «Oceans 2001»                                  | Gregar              | 3:26         |
| 4.                  | «Gatorade»                                     | Yung Gud            | 3:19         |
| 5.                  | «Hurt»                                         | SuicideYear         | 4:07         |
| 6.                  | «Lightsaber // Saviour»                        | Yung Sherman        | 4:34         |
| 7.                  | «Princess Daisy»                               | Yung Gud            | 3:35         |
| 8.                  | «Lemonade» (при участии Baba Stiltz)           | Yung Sherman        | 3:16         |
| 9.                  | «Emails»                                       | White Armor         | 3:00         |
| 10.                 | «Deathstar // Getting Benjamins»               | White Armor         | 2:48         |
| 11.                 | «Heal You // Bladerunner» (при участии Bladee) | White Armor         | 3:04         |
| 12.                 | «Solarflare»                                   | Friendzone          | 3:20         |
| Общая длительность: | Общая длительность:                            | Общая длительность: | 40:05        |